# Literátské bratrstvo
Literátská bratrstva (též literácká bratrstva, literáti nebo literáci, j. č. literát nebo literák) jsou (mužská, katolická i nekatolická
) sdružení kostelních zpěváků (choralistů), měšťanů a řemeslníků.

## Historie
Literátská bratrstva vznikala v Českých zemích kolem poloviny 15. století, největšího rozmachu dosáhla v 15. a 16. století. V kostelech pro ně byly stavěny zvláštní literátské tribuny, pořizovali si nákladné, pěkně vyzdobené kancionály (které byly po zrušení bratrstev prodávány jako makulatury za zlomek ceny). Byli v nich sdruženi laudisté (řemeslníci, pojmenování podle laudy - chvály). Nejstarší sbor na Moravě byl v Třebíči (stanovy potvrzeny roku 1516). Podle kroměřížské (arci)konfraternity (bratrstva) byla zakládána některá další moravská bratrstva. Některá bratrstva byla ke kroměřížskému bratrstvu později přivtělena, a byla tak pojímána jako jeho součást. Přesný počet bratrstev je těžké stanovit, odhaduje se, že existovalo asi 100 bratrstev v Čechách a 55 na Moravě.
Literátská bratrstva byla zrušena rozhodnutím Josefa II. v roce 1784.

## Obnovení bratrstev
Po smrti Josefa II. byl zákaz odvolán, ale přes četné nekoordinované lokální pokusy o jejich obnovu se znovu zakládaná literátská bratrstva svému původnímu rozmachu a významu již nikdy ani nepřiblížila. V současné době (2025) existuje na území České republiky literátské bratrstvo, které bylo založeno v roce 2008 Jiřím Churáčkem a sídlí v jihočeských Netolicích při kůru kostela svatého Václava. V Praze Literátské bratrstvo sv. Jindřicha, se staletou historii obnovené roku 2016.

## Literátská bratrstva (výběr)
- Český Krumlov
- Dačice

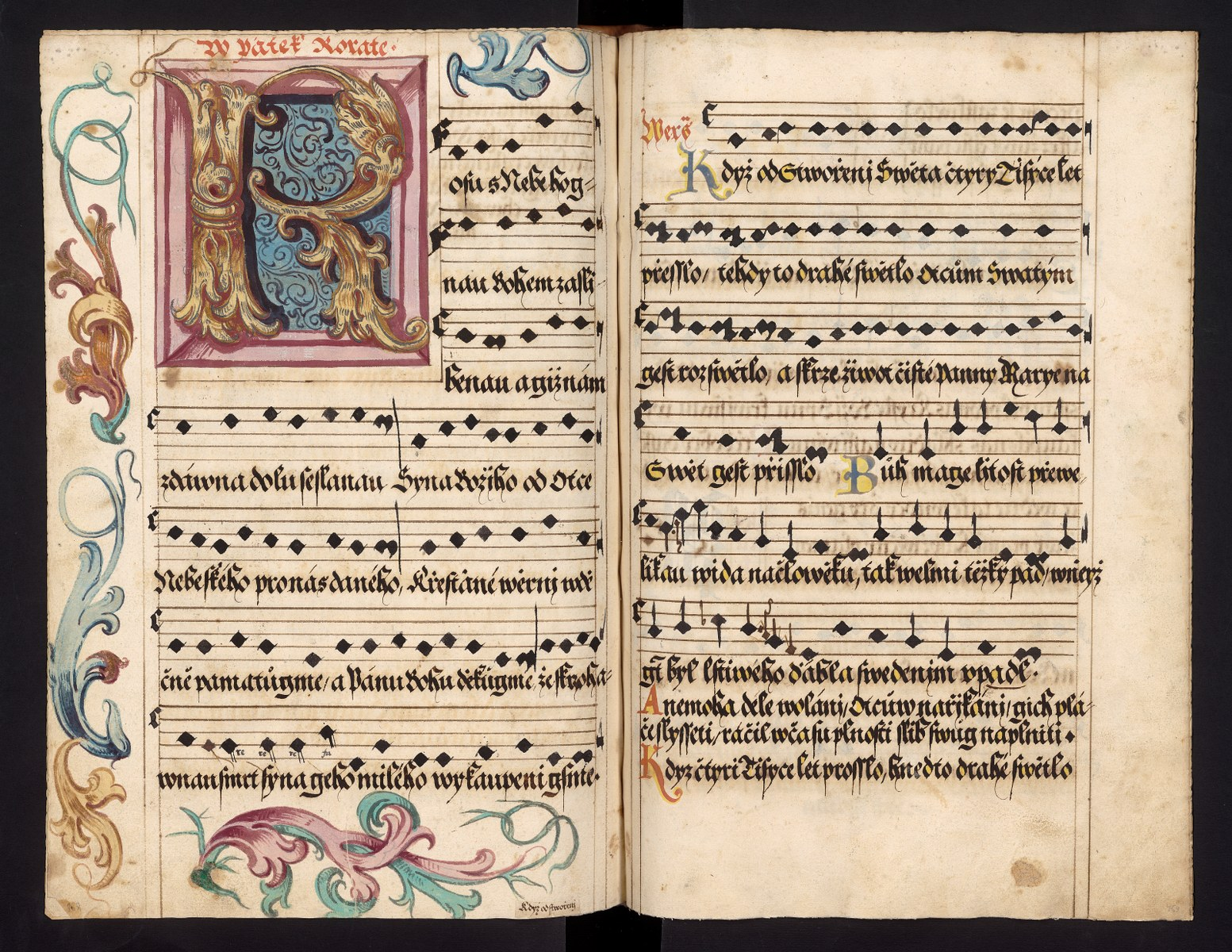
Úvod pátečních rorátů s iluminovanou iniciálou „R“ v knize ranních adventních zpěvů velvarských literátů. Literátské bratrstvo Velvary, Rorátník (kolem 1590 – kolem 1720), nezprac. fond. (SOkA-Kladno)

- Hulín (založeno roku 1602,[11] zrušeno roku 1613, kdy bylo spojeno s literátským bratrstvem kroměřížským)[12]
- Chrudim
- Jevíčko
- Jindřichův Hradec
- Kroměříž (bratrstvo Nanebevzetí Panny Marie a sv. Michaela Archanděla, založeno snad roku 1539; fungovalo v kostele Nanebevzetí Panny Marie a v tehdy nedaleko stojícím kostelíku sv. Michala,[13] zbořeném roku 1789[14])
- Lanškroun
- Letovice
- Litomyšl
- Louny
- Nepomuk (bratrstvo sv. Michala existovalo asi od r. 1618, od r. 1640 zde bylo též bratrstvo sv. Barbory)
- Polička
- Prachatice
- Rouchovany[15] (zakládací listina literátského bratrstva z 27.2.1613 je uložena v archivu v Třebíči)
- Strážnice
- Třebíč[16]
- Ústí nad Orlicí
- Velvary
- Zlín